# Dasypolia taeniata
Dasypolia taeniata là một loài bướm đêm trong họ Noctuidae.